# Mnàsees d'Argos
Mnàsees (grec antic: Μνασέας, llatí: Mnaseas) va ser un personatge argiu esmentat per Demòstenes com un dels que va lliurar el seu país a Filip II de Macedònia. Polibi es posiciona contra Demòstenes, i afirma que tant Mnàsees com els altres eren personatges honorables i innocents de la seva acusació.